# Stereo typ
Stereo typ – album Kayah wydany 22 sierpnia 2003 roku.

## O albumie
Artystka sama napisała swoje piosenki, z wyjątkiem "Testosteronu" i "Do It Right", gdzie w obu wypadkach w tworzeniu muzyki pomógł jej Krzysztof Pszona, a słowa do "Do It Right" napisała Mika Urbaniak.
Płyta ma dosyć "czarne" brzmienie: nu-soul w "Większym apetycie" czy "Terenie zaminowanym", stylizowane na lata 70. taneczne funky w "Jeszcze ta noc", klubowy house w promującym album "Testosteronie" czy nawet jungle w "Nigdy się nie dowiem czy". Album jest jednak zróżnicowany, znajdują się tu takie elementy jak np. dźwięk skrzypiec w "Testosteronie", slide guitar w "Prośbie do Twoich ust" czy brzmienie orientalnych instrumentów w "Dobre złe nieważne".
Album zadebiutował na pierwszym miejscu listy sprzedaży OLiS i osiągnął status złotej płyty. Już pod koniec listopada 2003 roku album przekroczył nakład 45 tysięcy egzemplarzy.
Kayah zaprezentowała nowe utwory z płyty Stereo typ 23 sierpnia 2003 roku, podczas 40. jubileuszowego koncertu na Sopot Festival w Operze Leśnej w Sopocie. Wystąpiła przed Ricky Martinem. Jesienią 2003 roku odbyła się klubowa trasa koncertowa StereoTour, która zgromadziła blisko 15-tysięczną publiczność.
W 2004 roku Kayah otrzymała 7 nominacji do Nagrody Muzycznej Fryderyk w następujących kategoriach: piosenka roku ("Testosteron"), wokalistka roku, produkcja muzyczna roku (Stereo typ), kompozytor roku, autor roku, album roku pop (Stereo typ), videoklip roku ("Testosteron"). Również w 2005 roku była ponownie nominowana w kategorii wokalistka roku.

## Lista utworów
1. "Do D.N.A." - 4:32
2. "Jeszcze ta noc" - 3:15
3. "Większy apetyt" - 5:22
4. "Testosteron" - 3:07
5. "Kołysanka dla serca" - 5:03
6. "Twoja dłoń" - 4:45
7. "Prośba do twoich ust" - 4:23
8. "Teren zaminowany" - 4:18
9. "Nigdy się nie dowiem czy" - 3:35
10. "Dzielę na pół" - 6:04
11. "Dobre złe nieważne" - 3:41
12. "Mądrala Mont Rala" - 4:32
13. "Do It Right" - 2:49

Bonus na kasecie
14. "Testosteron" (Orkiestra Mix) – 3:15
Bonus na płycie CD
14. "Testosteron" (videoclip) – 3:07

## Sprzedaż
| Oficjalna Lista Sprzedaży OLiS |    |    |    |    |    |    |    |    |    |    |    |    |    |    |    |    |    |    |    |    |    |    |    |    |    |
| Tydzień                        | 01 | 02 | 03 | 04 | 05 | 06 | 07 | 08 | 09 | 10 | 11 | 12 | 13 | 14 | 15 | 16 | 17 | 18 | 19 | 20 | 21 | 22 | 23 | 24 | 25 |
| Pozycja                        | 1  | 1  | 2  | 2  | 2  | 2  | 5  | 5  | 7  | 13 | 15 | 14 | 20 | 29 | 36 | -  | -  | 42 | 29 | 28 | 32 | 47 | -  | -  | -  |

- 29.10.2003 płyta uzyskała status złotej[5].

## Single
- "Testosteron" - wydany 21 lipca 2003 roku, stał się jednym z największych hitów tego roku. Singel promocyjny zawierał również dwa mixy: Orkiestra Mix i Groove Mix.
- "Do D.N.A." - wydany 8 marca 2004 roku,. Singel promocyjny zawierał trzy wersje tej piosenki: Radio Edit, B. Kondradecki Mix oraz Album Edit. "Do D.N.A." zostało wykorzystane w reklamie wody mineralnej Ustronianka.